# Andreaeales
- Commons
- Wikispecies

Andreaeales Limpr. é uma ordem de plantas não vasculares pertencente à classe Andreaeopsida, subclasse Andreaeidae.
Apresenta uma úma única família, AndreaeaceaeDumort. , com um único gênero: Andreaea Hedw..

## Espécies
- Andreaea alpina
- Andreaea blyttii
- Andreaea crassinervia
- Andreaea frigida
- Andreaea heinemannii
- Andreaea megistosopra
- Andreaea mutabilis
- Andreaea nivalis
- Andreaea obovata
- Andreaea rothii
- Andreaea rupestris
- Andreaea schofieldiana
- Andreaea sinuosa